# East Kilbride
East Kilbride er en by i det sydlige Skotland med 75.120(2016) indbyggere. Byen ligger i countyet South Lanarkshire, 13 kilometer sydøst for Glasgow.
East Kilbride er venskabsby med den danske by Ballerup.
55°46′N 4°11′V / 55.767°N 4.183°V
- Wikimedia Commons har flere filer relateret til East Kilbride